# 東大阪市花園橄欖球場
花園橄欖球場是位於東大阪市日本最古老的橄欖球專用球場。位於花園中央公園旁。為東大阪市政府擁有，於1929年啟用，可容納26,544人。本球場為2019年世界盃橄欖球賽比賽場館之一 。

## 外部連結
- （日語） 體育場網站 （页面存档备份，存于）